# トヴァローク

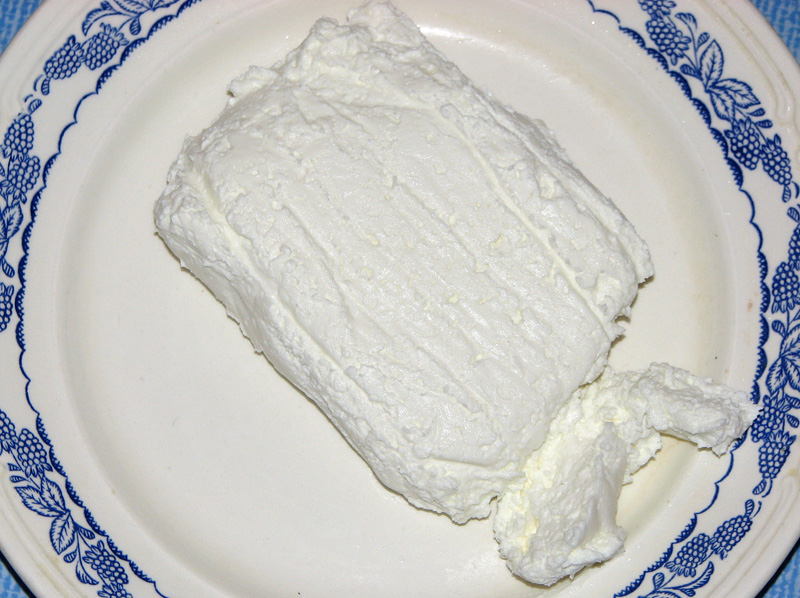
トヴァロークの例

トヴァローク（ロシア語: творог、ポーランド語: twaróg、チェコ語: tvaroh、リトアニア語: varškė）は、ロシアや東欧で食されている乳製品。日本ではカッテージチーズと説明されることも多いが、現地ではカッテージチーズとは異なるものと認識されている。

## 概要
脂肪分が少なく、栄養価が高い健康的な食物であるという認識から、健康食として、ダイエット食として人気がある。信憑性は薄いが民間療法として抗うつ薬の効果があるとされる。

## 利用法
トヴァロークの食べ方、トヴァロークを使用する料理は無数にある。以下は、ほんの一例である。
- ピザやパンなどと一緒に食す[2]
- ケーキ作りに用いる[1]。
- サラダに加える[1]。
- ニンニクやパセリなどを加えたトヴァロークとパスタをあえる[3]。
- スメタナと砂糖を加えてデザートとして食する[1]。
  - ドライフルーツやジャムを加えることもある[1]。

トヴァロークを使用する料理の例
- ヴァトルーシュカ
- ヴァレーニキ
- ザピエカンカ
- シルニキ

ロシアではフリーズドライにしたトヴァロークが宇宙食としても採用されていて、人気も高い。宇宙食を試食した大西卓哉は「適度な甘みとクリーミーな食感」が美味しいと評価しており、他の宇宙食にない食感が人気の理由ではないかと推測している。